# Ашик, Михаил Владимирович
Михаи́л Влади́мирович А́шик (24 июня 1925, Ленинград — 9 ноября 2020, Санкт-Петербург) — Герой Советского Союза, участник Великой Отечественной войны, полковник. Последний Герой Советского Союза из числа морских пехотинцев, а также последний Герой Советского Союза, проживавший в Санкт-Петербурге из числа участников Великой Отечественной войны.
На момент совершения подвига — командир стрелкового взвода 144-го батальона морской пехоты 83-й морской стрелковой бригады, 46-й армии, 2-го Украинского фронта, лейтенант.

## Биография
Родился в семье служащего. Русский (потомок обрусевших сербов).
В 1941 году окончил 7-й класс школы и поступил в Ленинградский морской техникум (с 1944 года — мореходное училище). Но учиться не пришлось: началась Великая Отечественная война. Техникум выезжал на окопные работы в село Рыбацкое, когда фронт уже стоял под Колпино. Позднее, в первую блокадную зиму, занятия прекратились из-за отсутствия электричества и отопления. Семья Ашиков чудом пережила эту страшную зиму. В марте 1942 года Ашик с родителями эвакуировался из блокированного города по льду Ладожского озера. В апреле 1942 — феврале 1943 года жил в селе Новопавловка (Белоглинский район Краснодарского края), где пережил оккупацию.
2 февраля 1943 года, уже после освобождения села, Ашик был призван в Красную Армию и направлен на фронт. Из запасного полка, в котором красноармеец Ашик находился несколько дней, он был направлен в 387-ю стрелковую дивизию 5-й ударной армии Южного фронта, где воевал сначала вторым номером станкового пулемёта, потом первым. Там получил звание младшего сержанта. Был ранен. После излечения — снова фронт. Осенью 1943 года был направлен на курсы младших лейтенантов.
В 1944 году окончил курсы младших лейтенантов 4-го Украинского фронта и в апреле 1944 года был направлен в Крым, в Отдельную Приморскую армию. Служил командиром взвода в первой роте 144-го отдельного батальона морской пехоты 83-й отдельной дважды Краснознамённой, ордена Суворова Новороссийско-Дунайской бригады морской пехоты. Освобождал Одессу, Бессарабию, Румынию, Болгарию, Югославию. В составе Дунайской военной флотилии прошёл Венгрию, Австрию, Чехословакию. За годы войны был трижды ранен. Звание Героя Советского Союза присвоено за героизм во время Эстергомского десанта. Член КПСС с 1950 года.
После войны ещё год продолжал службу в армии. Затем был переведён в органы МВД СССР и с 1946 года работал инспектором, старшим инспектором группы кадров Приморского районного управления пожарной охраны Управления пожарной охраны Управления внутренних дел Ленинградского облисполкома. В октябре 1947 года направлен на учёбу в Ленинградскую офицерскую школу МВД СССР. С 1947 года служил во внутренних войсках МВД СССР, в январе 1958 года окончил Военный институт КГБ при Совете министров СССР. Был командиром полка внутренних войск, начальником штаба дивизии. Последняя должность в войсках МВД — с 1968 года служил заместителем начальника Высшего политического училища МВД СССР. Вышел в отставку в звании полковника. С 1978 по 2002 год работал ведущим инженером в отделе научно-технической информации на Кировском заводе в Ленинграде.
Около 40 лет (с 1968 г.) занимался литературным трудом. Книги, очерки, статьи в основном о пройденном пути в морской пехоте печатались в Военном издательстве: сборники «На земле, в небесах и на море», «Дан приказ ему на запад», «Память огненных лет»; в сборниках издательства «Советский писатель» — «В боях безвестных» (повесть «Десанту, на берег!»), «Шла война» (очерк «Дунайский десант»); в журнале «Нева» (в пяти номерах), в других журналах и газетах.
Автор ряда книг о Великой Отечественной войне и на другие темы.
Жил в Санкт-Петербурге. По состоянию на ноябрь 2020 года являлся последним Героем Советского Союза — участником Великой Отечественной войны, проживающим в Санкт-Петербурге.
24 июня 2020 года, в день 95-летия, Ашику было присвоено звание «Почётный гражданин Магадана».
Ушёл из жизни 9 ноября 2020 года.

## Память
- Мемориальная доска в честь Ашика установлена в Магадане (2020)[6].
- Имя высечено в Москве на Поклонной горе, на обелисках в Киеве и Краснодаре.
- Близ населённого пункта Тат в придунайской деревне Ньергешуйфалу заложена аллея героев эстергомского десанта. У каждого дерева в этой аллее — дощечка. На них надписи: Герой Советского Союза Павел Державин, Герой Советского Союза старший лейтенант Константин Воробьев, Герой Советского Союза лейтенант Михаил Ашик, лейтенант Павел Кирсанов, лейтенант Николай Григоров, лейтенант Евгений Подлуцкий, старший лейтенант Семен Клоповский, медицинская сестра Вера Ивасишина и другие[7].
- Скверу в Сосновой Поляне южнее дома № 5 по улице Лётчика Пилютова будет присвоено название сквер Михаила Ашика [8].

## Сочинения
- Ашик М. В. Использование опыта партийно-политической работы периода Великой Отечественной войны, 1941—1945: Учебное пособие. — Л.: [б. и.], 1977. — 71 с.
- Ашик М. В. 144-й отдельный батальон морской пехоты в Великой Отечественной войне 1941—1945 годов. — Л.: Центральный военно-морской музей, 1980.
- Ашик М. В. с соавт. Конструктор боевых машин [О Ж. Я. Котине]. — Л.: Лениздат, 1988. — 382 с.
- Ашик М. В. с соавт. Без тайн и секретов: очерк 60-летней истории танкового конструкторского бюро на Кировском заводе в Санкт-Петербурге. — СПб.: Прана, 1997. — 374 с. — ISBN 5-86761-021-7.
- Ашик М. В. Слово о 305-м батальоне (история батальона морской пехоты). — М., 2000.
- Ашик М. В. Эстергомский десант 19—23 марта 1945 г. — СПб., 2002. — 165 с.
- Ашик М. В. Медаль за город Будапешт. — М., 2005.
- Ашик М. В. Шестьдесят послевоенных лет. — СПб., 2005.
- Ашик М. В. 83-я Новороссийско-Дунайская дважды Краснознамённая, ордена Суворова бригада морской пехоты. 1941—1945. — М., 2008. — 410 с.
- Ашик М. В. с соавт. Честь имею! От юридического факультета Высшего политического училища имени 60-летия ВЛКСМ МВД СССР до Санкт-Петербургского университета МВД России. — СПб., 2012.